# 도사쿠로시오 철도 아사선
아사 선(일본어: 阿佐線)은 일본 고치현 난코쿠시의 고멘역부터 아키군 나하리정의 나하리 역에 이르는 도사쿠로시오 철도의 철도 노선이다. 현지에서의 안내나 시각표로의 표기 등으로는, 모든 애칭이 「고멘 · 나하리 선」이 사용되고 있다. 역 번호에 의한 노선 기호는 「GN」이다.

## 노선 정보
- 노선 거리 (영업 거리) : 42.7km
- 궤간 : 1,067mm
- 역수 : 20역 (기 · 종점역 포함)
- 복선화 구간 : 없음 (전 구간 단선)
- 전철화 구간 : 없음 (전 구간 비전철화)
- 폐색 방식 : 특수 자동 폐색식 (궤도 회로 검지식)
- 최고 속도 : 110km/h

## 역 목록
| 역 번호 | 역명     | 일어 역명 | 역간 거리 | 영업 거리 | 쾌속 | 접속 노선                                           | 소재지   | 소재지     |
| ------- | -------- | --------- | --------- | --------- | ---- | --------------------------------------------------- | -------- | ---------- |
| GN 40   | 고멘     | 後免      | -         | 0.0       | ●    | 시코쿠 여객철도 도산 선 (고치 방면 직통 있음 (D 40) | 난코쿠시 | 난코쿠시   |
| GN 39   | 고멘마치 | 後免町    | 1.1       | 1.1       | ●    | 도사덴 교통 고멘 선                                 | 난코쿠시 | 난코쿠시   |
| GN 38   | 다테다   | 立田      | 1.8       | 2.9       | ｜   |                                                     | 난코쿠시 | 난코쿠시   |
| GN 37   | 노이치   | のいち    | 2.8       | 5.7       | ●    |                                                     | 고난시   | 고난시     |
| GN 36   | 요시카와 | よしかわ  | 2.3       | 8.0       | ｜   |                                                     | 고난시   | 고난시     |
| GN 35   | 아카오카 | あかおか  | 1.3       | 9.3       | ●    |                                                     | 고난시   | 고난시     |
| GN 34   | 가가미   | 香我美    | 1.4       | 10.7      | ｜   |                                                     | 고난시   | 고난시     |
| GN 33   | 야스     | 夜須      | 1.7       | 12.4      | ●    |                                                     | 고난시   | 고난시     |
| GN 32   | 니시분   | 西分      | 4.0       | 16.4      | ｜   |                                                     | 아키 군  | 게이세이촌 |
| GN 31   | 와지키   | 和食      | 1.8       | 18.2      | ●    |                                                     | 아키 군  | 게이세이촌 |
| GN 30   | 아카노   | 赤野      | 1.4       | 19.6      | ｜   |                                                     | 아키시   | 아키시     |
| GN 29   | 아나나이 | 穴内      | 4.0       | 23.6      | ｜   |                                                     | 아키시   | 아키시     |
| GN 28   | 규조마에 | 球場前    | 2.6       | 26.2      | ●    |                                                     | 아키시   | 아키시     |
| GN 27   | 아키     | 安芸      | 1.5       | 27.7      | ●    |                                                     | 아키시   | 아키시     |
| GN 26   | 이오키   | 伊尾木    | 2.7       | 30.4      | ●    |                                                     | 아키시   | 아키시     |
| GN 25   | 시모야마 | 下山      | 4.3       | 34.7      | ●    |                                                     | 아키시   | 아키시     |
| GN 24   | 도노하마 | 唐浜      | 2.3       | 37.0      | ●    |                                                     | 아키 군  | 야스다정   |
| GN 23   | 야스다   | 安田      | 1.7       | 38.7      | ●    |                                                     | 아키 군  | 야스다정   |
| GN 22   | 다노     | 田野      | 2.8       | 41.5      | ●    |                                                     | 아키 군  | 다노정     |
| GN 21   | 나하리   | 奈半利    | 1.2       | 42.7      | ●    |                                                     | 아키 군  | 나하리정   |